# Kalut
Kalut is een bestuurslaag in het regentschap Aceh Besar van de provincie Atjeh, Indonesië. Kalut telt 260 inwoners (volkstelling 2010).